# Mattat
Mattat (hebr. מתת) – wieś komunalna położona w Samorządzie Regionu Ma’ale Josef, w Dystrykcie Północnym, w Izraelu.

## Położenie
Mattat jest położona na wysokości 812 m n.p.m. w północnej części Górnej Galilei. Leży na szczycie góry Har Mattat (840 m n.p.m.). Po stronie północno-zachodniej znajdują się źródła strumieni Mattat i Biranit. Na wschodzie wznosi się góra Har Adir (1008 m n.p.m.). Okoliczne wzgórza są zalesione. W odległość 500 metrów na północy przebiega granica Libanu. W otoczeniu wsi Mattat znajdują się miejscowości Churfeisz i Fassuta, kibuc Sasa, oraz moszawy Dowew, Elkosz i Netu’a. Na północny zachód od osady jest położona baza wojskowa Biranit, będąca główną kwaterą Dywizji Galil. Przy samej wiosce znajduje się przygraniczny posterunek wojskowy Mattat (wykorzystywany także przez wywiad polowy), a na północnym wschodzie jest posterunek Dovev. Na górze Har Adir znajduje się niewielka wojskowa baza obserwacyjna oraz ważny ośrodek telekomunikacyjny Sił Obronnych Izraela. Po stronie libańskiej są wioski Ajta asz-Szab, Rumajsz i Jarun. Na północny wschód od wsi, po libańskiej stronie granicy, znajduje się punkt obserwacyjny sił pokojowych UNIFIL.

### Podział administracyjny
Mattat jest położona w Samorządzie Regionu Ma’ale Josef, w Poddystrykcie Akka, w Dystrykcie Północnym Izraela.

## Demografia
Stałymi mieszkańcami wsi są wyłącznie Żydzi. Tutejsza populacja jest świecka:

Źródło danych: Central Bureau of Statistics.

## Historia
Gdy w 1936 roku wybuchło arabskie powstanie w Palestynie, władze Brytyjskiego Mandatu Palestyny przystąpiły do zabezpieczania granicy z położonym na północy Francuskim Mandatem Syrii. Wybudowano wówczas w tym miejscu fort Tegart, który wchodził w pas punktów granicznych. Współczesna wieś powstała w 1979 roku przy dawnym brytyjskim forcie policji, który obecnie pełni funkcję izraelskiej bazy wojskowej. Wieś została założona w ramach rządowego projektu ha-Micpim be-Galil (hebr. המצפים בגליל; pol. Morze Perspektyw Galilei). Projekt ten zakładał zakładanie nowych osiedli w Galilei, aby w ten sposób poprawić pozycję demograficzną społeczności żydowskiej na północy kraju. Zamieszkali w niej mieszkańcy okolicznych osad rolniczych. Istnieją plany rozbudowy wsi.

## Edukacja
Wieś utrzymuje przedszkole. Starsze dzieci są dowożone do szkoły podstawowej i średniej w kibucu Sasa.

## Kultura i sport
We wsi znajduje się ośrodek kultury z biblioteką. Z obiektów sportowych boisko do koszykówki.

## Infrastruktura
We wsi jest sklep wielobranżowy oraz warsztat mechaniczny.

## Gospodarka
Podstawą lokalnej gospodarki jest drobne rolnictwo i obsługa ruchu turystycznego. W sadach hoduje się głównie wiśnie i produkuje miód. Jest także obora z bydłem. Część mieszkańców dojeżdża do pracy w pobliskich strefach przemysłowych.

## Transport
Ze wsi wyjeżdża się na północny wschód na drogę nr 899, którą jadąc na południowy wschód dojeżdża się do skrzyżowania z lokalną drogą prowadzącą na południe do miejscowości Churfeisz. Droga nr 899 prowadzi dalej na wschód do kibucu Sasa. Natomiast jadąc tą drogą na północny zachód od wsi, dojeżdża się do skrzyżowania z drogą nr 8944 (prowadzi na południe do moszawu Elkosz) przy bazie wojskowej Biranit, i dalej na zachód do moszawu Netu’a.